# T. J. Hart
TJ Hart (DeKalb, Illinois; 25 de febrero de 1967) es una actriz pornográfica estadounidense.

## Premios
- 2002 AVN Award nominada – Mejor escena de sexo en pareja, Video – Fast Cars & Tiki Bars[3]
- 2002 AVN Award nominada – Mejor actuación – Primal Penetrations[3]
- 2003 AVN Award nominada – Mejor actriz de reparto, Film – Poison Angel[4]
- 2003 AVN Award nominada – Mejor escena de mujeres, Video – No Man's Land 35[4]
- 2006 AVN Award nominada – Mejor actriz de reparto, Film – Scorpio Rising[5]
- 2006 AVN Award nominada – Mejor escena anal, Film – Scorpio Rising[5]